# Villeneuve-Saint-Vistre-et-Villevotte
Pour les articles homonymes, voir Villeneuve.
Villeneuve-Saint-Vistre-et-Villevotte est une commune française, située dans le département de la Marne en région Grand Est.

## Géographie

### Communes limitrophes
|                | Queudes                               | Gaye                       |
| Barbonne-Fayel | Villeneuve-Saint-Vistre-et-Villevotte | La Chapelle-Lasson         |
|                | Saint-Quentin-le-Verger               | Allemanche-Launay-et-Soyer |

### Hydrographie
La commune est dans la région hydrographique « la Seine de sa source au confluent de l'Oise (exclu) » au sein du bassin Seine-Normandie. Elle est drainée par le canal de Choisel, le ru de Choisel, le canal 01 de la Saussaie, le canal 01 du Moulin Rouge et le Fossé 02 des Marais,.
Le canal de Choisel est un canal, chenal et un cours d'eau naturel non navigable de 12 km reliant Chichey  à Anglure où il se jette dans le ru de Choisel. 
Le ru de Choisel, d'une longueur de 15 km, prend sa source dans la commune de Barbonne-Fayel et se jette  dans l'Aube à Anglure, après avoir traversé six communes. 

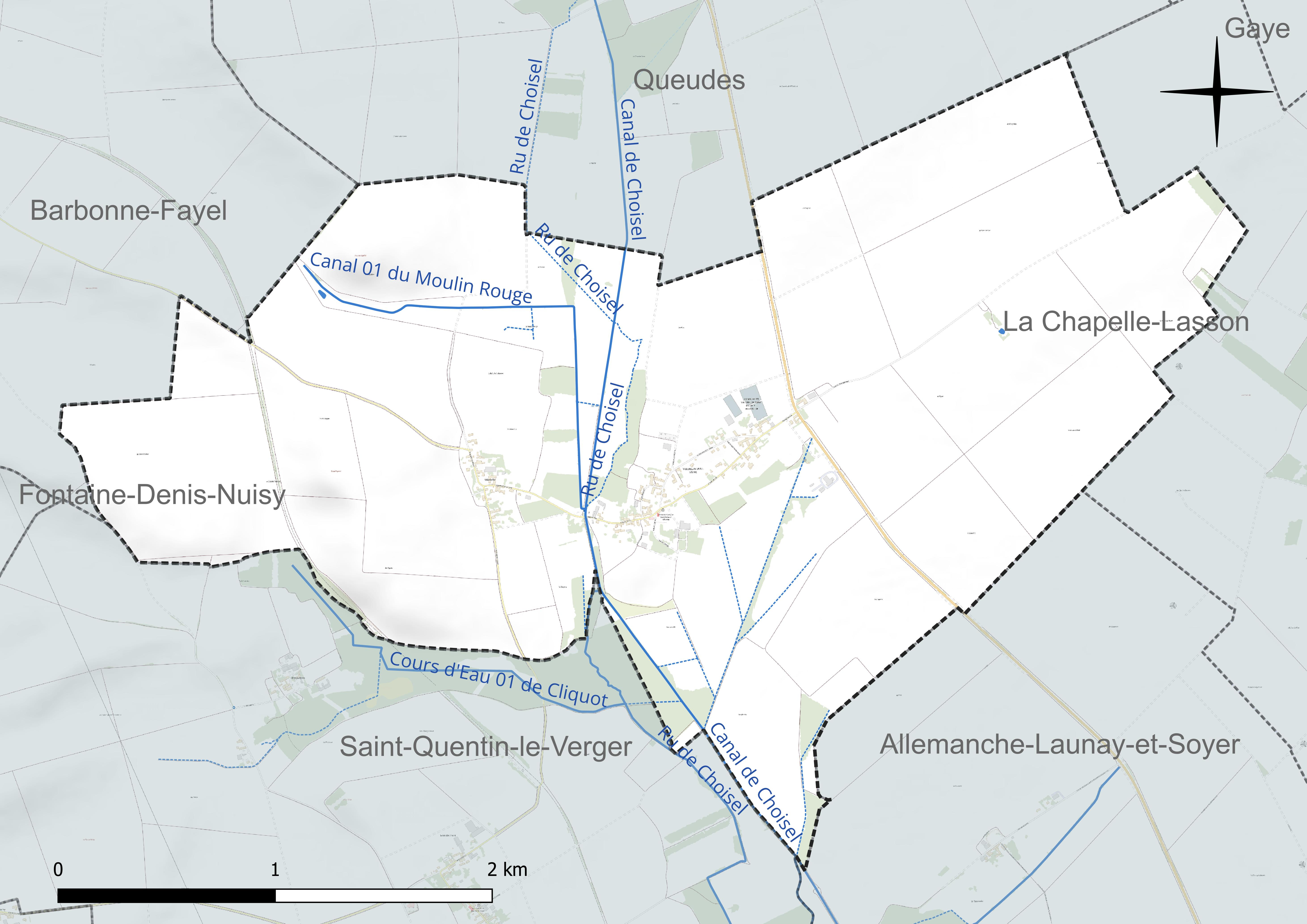
Réseau hydrographique de Villeneuve-Saint-Vistre-et-Villevotte.

### Climat
Pour des articles plus généraux, voir Climat du Grand Est et Climat de la Marne.
En 2010, le climat de la commune est de type climat océanique dégradé des plaines du Centre et du Nord, selon une étude du Centre national de la recherche scientifique s'appuyant sur une série de données couvrant la période 1971-2000. En 2020, Météo-France publie une typologie des climats de la France métropolitaine dans laquelle la commune est exposée à un climat océanique altéré et est dans la région climatique  Nord-est du bassin Parisien, caractérisée par un ensoleillement médiocre, une pluviométrie moyenne régulièrement répartie au cours de l’année et un hiver froid (3 °C). 
Pour la période 1971-2000, la température annuelle moyenne est de 10,6 °C, avec une amplitude thermique annuelle de 15,8 °C. Le cumul annuel moyen de précipitations est de 714 mm, avec 11 jours de précipitations en janvier et 7,3 jours en juillet. Pour la période 1991-2020, la température moyenne annuelle observée sur la station météorologique de Météo-France la plus proche, « Romilly », sur la commune de Romilly-sur-Seine à 13 km à vol d'oiseau, est de 11,2 °C et le cumul annuel moyen de précipitations est de 619,5 mm. 
La température maximale relevée sur cette station est de 42,3 °C, atteinte le 25 juillet 2019 ; la température minimale est de −25,2 °C, atteinte le 6 janvier 1971,,. 
Les paramètres climatiques de la commune ont été estimés pour le milieu du siècle (2041-2070) selon différents scénarios d'émission de gaz à effet de serre à partir des nouvelles projections climatiques de référence DRIAS-2020. Ils sont consultables sur un site dédié publié par Météo-France en novembre 2022.

## Urbanisme

### Typologie
Au 1er janvier 2024, Villeneuve-Saint-Vistre-et-Villevotte est catégorisée commune rurale à habitat dispersé, selon la nouvelle grille communale de densité à sept niveaux définie par l'Insee en 2022.
Elle est située hors unité urbaine. Par ailleurs la commune fait partie de l'aire d'attraction de Sézanne, dont elle est une commune de la couronne,. Cette aire, qui regroupe 37 communes, est catégorisée dans les aires de moins de 50 000 habitants,.

### Occupation des sols
L'occupation des sols de la commune, telle qu'elle ressort de la base de données européenne d’occupation biophysique des sols Corine Land Cover (CLC), est marquée par l'importance des territoires agricoles (96 % en 2018), une proportion identique à celle de 1990 (96 %). La répartition détaillée en 2018 est la suivante : 
terres arables (91,4 %), zones agricoles hétérogènes (4,6 %), zones urbanisées (3,1 %), forêts (0,9 %). L'évolution de l’occupation des sols de la commune et de ses infrastructures peut être observée sur les différentes représentations cartographiques du territoire : la carte de Cassini (XVIIIe siècle), la carte d'état-major (1820-1866) et les cartes ou photos aériennes de l'IGN pour la période actuelle (1950 à aujourd'hui).

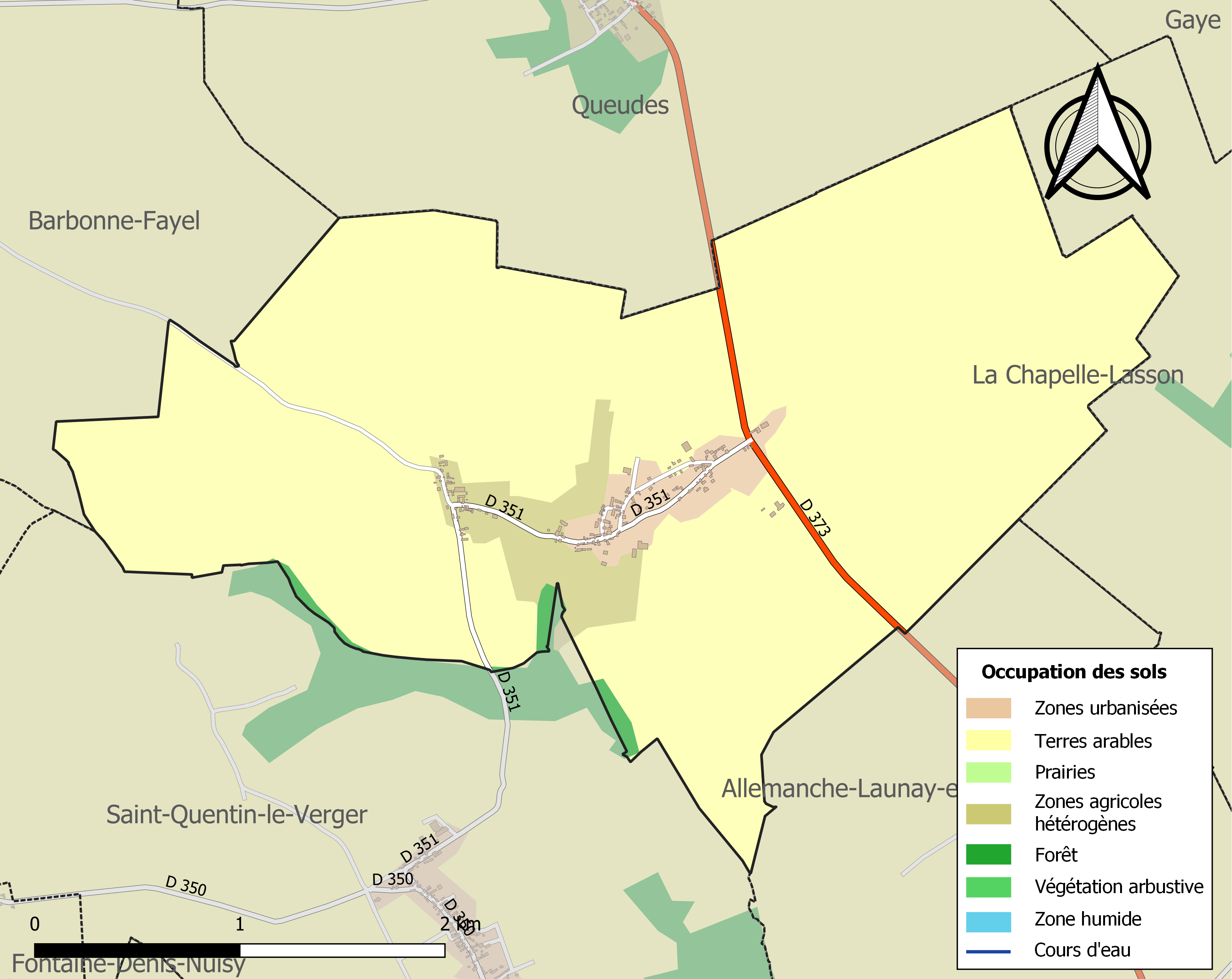
Carte des infrastructures et de l'occupation des sols de la commune en 2018 (CLC).

### Habitat et logement
En 2018, le nombre total de logements dans la commune était de 65, alors qu'il était de 64 en 2013 et de 65 en 2008.
Parmi ces logements, 83 % étaient des résidences principales, 12,4 % des résidences secondaires et 4,6 % des logements vacants. Ces logements étaient pour 100 % d'entre eux des maisons individuelles et pour 0 % des appartements.
Le tableau ci-dessous présente la typologie des logements à Villeneuve-Saint-Vistre-et-Villevotte en 2018 en comparaison avec celle de la Marne et de la France entière. Une caractéristique marquante du parc de logements est ainsi une proportion de résidences secondaires et logements occasionnels (12,4 %) supérieure à celle du département (2,9 %) et à celle de la France entière (9,7 %). Concernant le statut d'occupation de ces logements, 85,2 % des habitants de la commune sont propriétaires de leur logement (88,7 % en 2013), contre 51,7 % pour la Marne et 57,5 pour la France entière.
| Typologie                                               | Villeneuve-Saint-Vistre-et-Villevotte | Marne | France entière |
| ------------------------------------------------------- | ------------------------------------- | ----- | -------------- |
| Résidences principales (en %)                           | 83                                    | 88,1  | 82,1           |
| Résidences secondaires et logements occasionnels (en %) | 12,4                                  | 2,9   | 9,7            |
| Logements vacants (en %)                                | 4,6                                   | 9     | 8,2            |

## Toponymie
Villeneuve est attesté sous les formes Saint-Vitre, Villa Nova prope Sanctum Quintinum (vers 1240) ; Ville-Nueve (vers 1274) ; Ville-Neufve (1375) ; Ville-Neufve (1376) ; Villeneufve-Saint-Victre (1493) ; La Villeneufve-Saint-Victre (1571) ; Villeneufve-Saint-Vitre (1600).

Toponyme composé de ville et de neuve → voir Neuville pour un équivalent.
Villevotte est attesté sous les formes Vile-Novete, Ville-Novete (vers 1222) ; Ville-Louvette (1375) ; Villa Loveta (1443) ; Villoupvotte (1571) ; Villelouvotte (1582) ; Ville-l'Alouette ou Villeneuve-près-Saint-Quentin, Villaloueta, Villanova juxta Sanctum Quintinum ou… (1784) ; Villeneuve-la-Louvotte (1860).

## Histoire
La commune est le résultat de la fusion, en 1844, des communes de Villeneuve-Saint-Vistre et de Villevotte ; la première  porta provisoirement, au cours de la Révolution française, le nom de Villeval.

## Politique et administration

### Rattachements administratifs et électoraux

#### Rattachements administratifs
La commune se trouve  dans l'arrondissement d'Épernay du département de la Marne.
Elle faisait partie depuis 1801 du canton de Sézanne. Dans le cadre du redécoupage cantonal de 2014 en France, cette circonscription administrative territoriale a disparu, et le canton n'est plus qu'une circonscription électorale.

#### Rattachements électoraux
Pour les élections départementales, la commune fait partie depuis 2014 du canton de Sézanne-Brie et Champagne
Pour l'élection des députés, elle fait partie de la cinquième circonscription de la Marne.

### Intercommunalité
Villeneuve-Saint-Vistre-et-Villevotte était membre de la communauté de communes des Coteaux Sézannais, un établissement public de coopération intercommunale (EPCI) à fiscalité propre créé fin 2001 et auquel la commune avait transféré un certain nombre de ses compétences, dans les conditions déterminées par le code général des collectivités territoriales.
Dans le cadre des dispositions de la loi portant nouvelle organisation territoriale de la République du 7 août 2015, qui prévoit que les établissements publics de coopération intercommunale (EPCI) à fiscalité propre doivent avoir un minimum de 15 000 habitants, cette intercommunalité a fusionné avec sa voisine pour former, le 1er janvier 2017, la communauté de communes de Sézanne Sud-Ouest Marnais dont est désormais membre la commune.

### Liste des maires
| Période                                  | Période                   | Identité          | Étiquette | Qualité                                          |
| ---------------------------------------- | ------------------------- | ----------------- | --------- | ------------------------------------------------ |
| Les données manquantes sont à compléter. |                           |                   |           |                                                  |
|                                          | 1878                      | M. Hermard        |           |                                                  |
| 1879                                     |                           | M. Sorel          |           |                                                  |
| Les données manquantes sont à compléter. |                           |                   |           |                                                  |
| mars 2001                                | 2014                      | Michel Cercellier |           |                                                  |
| 2014                                     | En cours (au 24 mai 2022) | William Noblet    |           | Artiste sculpteur Réélu pour le mandat 2020-2026 |

## Population et société

### Démographie
L'évolution du nombre d'habitants est connue à travers les recensements de la population effectués dans la commune depuis 1793. Pour les communes de moins de 10 000 habitants, une enquête de recensement portant sur toute la population est réalisée tous les cinq ans, les populations de référence des années intermédiaires étant quant à elles estimées par interpolation ou extrapolation. Pour la commune, le premier recensement exhaustif entrant dans le cadre du nouveau dispositif a été réalisé en 2006.

En 2022, la commune comptait 121 habitants, en évolution de −2,42 % par rapport à 2016 (Marne : −1,19 %, France hors Mayotte : +2,11 %).
| 1793 | 1800 | 1806 | 1821 | 1831 | 1836 | 1841 | 1846 | 1851 |
| ---- | ---- | ---- | ---- | ---- | ---- | ---- | ---- | ---- |
| 144  | 163  | 134  | 153  | 146  | 159  | 160  | 234  | 247  |

| 1856 | 1861 | 1866 | 1872 | 1876 | 1881 | 1886 | 1891 | 1896 |
| ---- | ---- | ---- | ---- | ---- | ---- | ---- | ---- | ---- |
| 243  | 235  | 230  | 229  | 230  | 215  | 226  | 228  | 203  |

| 1901 | 1906 | 1911 | 1921 | 1926 | 1931 | 1936 | 1946 | 1954 |
| ---- | ---- | ---- | ---- | ---- | ---- | ---- | ---- | ---- |
| 180  | 180  | 171  | 166  | 153  | 141  | 147  | 130  | 139  |

| 1962 | 1968 | 1975 | 1982 | 1990 | 1999 | 2006 | 2011 | 2016 |
| ---- | ---- | ---- | ---- | ---- | ---- | ---- | ---- | ---- |
| 114  | 101  | 108  | 102  | 107  | 121  | 124  | 125  | 124  |

| 2021 | 2022 | - | - | - | - | - | - | - |
| ---- | ---- | - | - | - | - | - | - | - |
| 121  | 121  | - | - | - | - | - | - | - |

## Cujlture locale et patrimoine

### Lieux et monuments

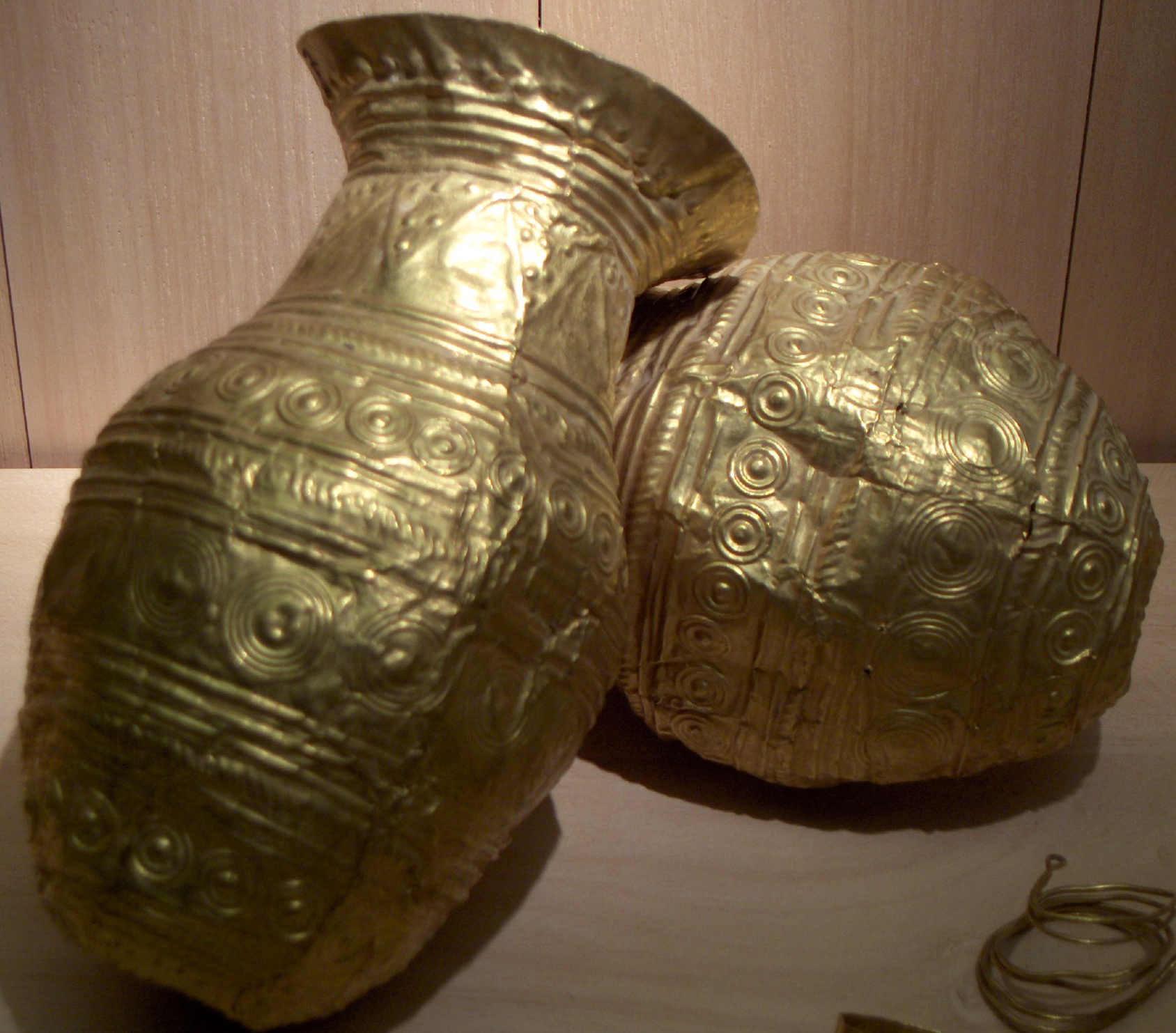
Vase en or trouvé sur la commune.

Au lieu-dit Champ des Grès, sous un énorme bloc de 2 m3, ont été mis au jour deux petits gobelets en or, deux bracelets ouverts en forme de rubans, seize fils doubles ainsi que trois bagues, dont une a aujourd’hui disparu. L’ensemble était peut-être contenu dans un récipient en céramique, dont on a retrouvé quelques tessons. L’association de bijoux et de vaisselle d’apparat en or est relativement rare en France. Ils sont déposés au musée d'archéologie nationale de Saint-Germain-en-Laye.